# Kaa (personaggio)
(Da Il libro della giungla di Rudyard Kipling)
Kaa (pron. Caa) è un personaggio presente nei racconti de Il libro della giungla e Il secondo libro della giungla di Rudyard Kipling. È un pitone delle rocce, multicentenario e sempre affamato, che agisce come consigliere di Mowgli. È Kaa infatti a salvare Mowgli dall'anarchico Bandar-log e a formulare lo stratagemma per difendere la giungla dai famelici dholes.
Il suo nome venne inventato da Kipling, che lo descrisse come un'onomatopea del suono che fa un grosso serpente che soffia a bocca aperta. Sebbene venga spesso considerato fra i personaggi più sinistri della saga, secondo certi autori fa parte di una triade di virtù insieme a Baloo e Bagheera; Kaa rappresenterebbe la conoscenza, mentre gli ultimi personificano la forza e l'amore rispettivamente. Altri lo considerano un simbolo dell'intelligenza, della prudenza e della memoria, coerente con la mitologia induista, in cui i nāga serpiformi simboleggiano tutti i rami dell'istruzione.

## Storia

### Il libro della giungla

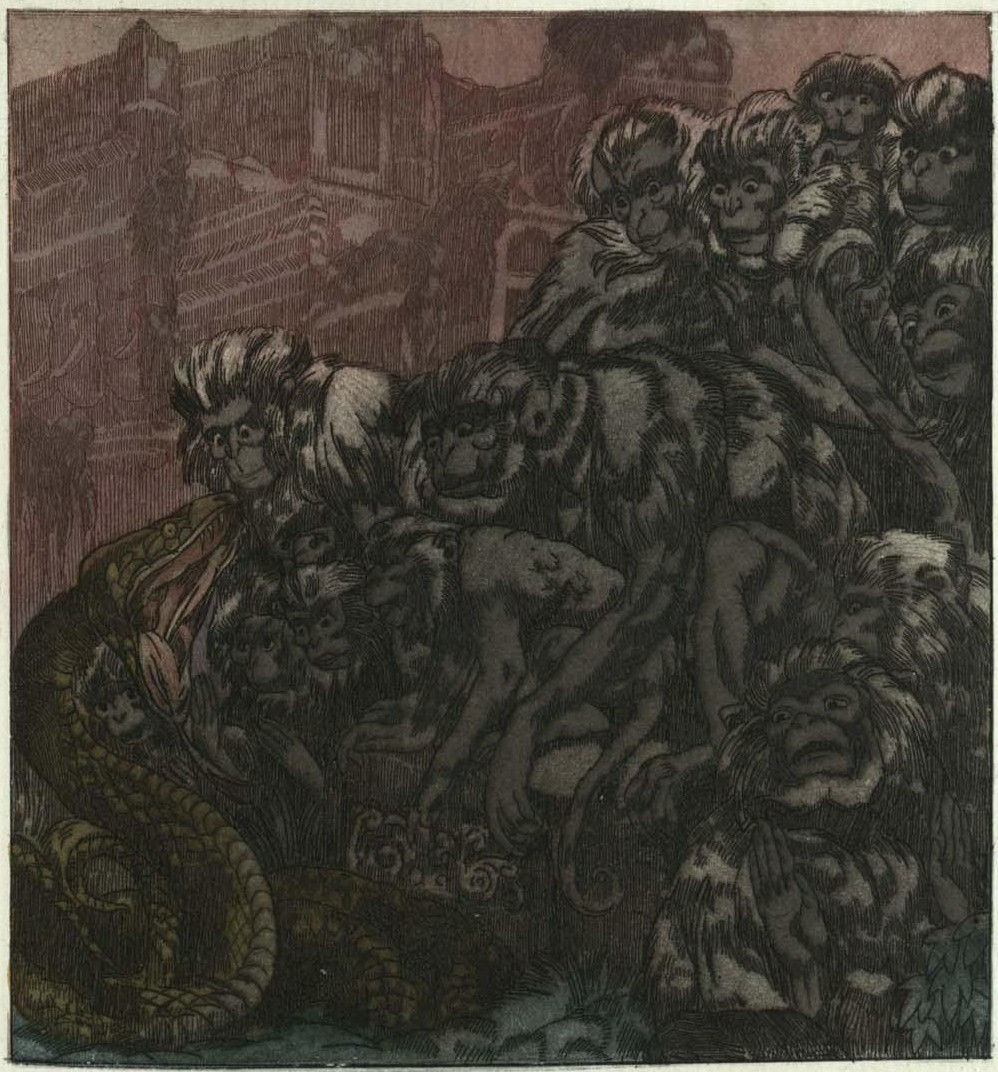
Kaa ipnotizza i Bandar-log, illustrazione del 1924

Lungo nove metri, Kaa è fra gli animali più anziani, saggi, ma anche temuti della giungla, essendo già adulto quando l'elefante Hathi disponeva ancora dei denti di latte.
Nel racconto La caccia di Kaa, Baloo e Bagheera si presentano al serpente per chiedergli aiuto nel ritrovare Mowgli, rapito dal Bandar-log, il popolo delle scimmie, convincendolo ad unirsi alla ricerca riferendogli che i Bandar-log l'hanno insultato dietro le spalle. I tre si recano così verso le Tane Fredde, identificabili con il Forte Chittor, dove i Bandar-log tengono Mowgli prigioniero. Quando Baloo e Bagheera si dimostrano incapaci di tener testa alle orde di Bandar-log, Kaa interviene con la Danza della Fame:
La danza ha un effetto ipnotico sui Bandar-log, che rimangono paralizzati, mentre Baloo e Bagheera portano Mowgli in salvo. Nel frattempo, Kaa, affamato, induce le scimmie incantate a marciare verso di lui. Sebbene Mowgli è riconoscente verso il pitone, Bagheera ne rimane traumatizzato, avendo quasi ceduto al fascino della Danza della Fame, mentre Baloo giura di non allearsi mai più con lui.

### Il secondo libro della giungla
Dopo gli eventi de La caccia di Kaa, il pitone diventa amico di Mowgli, spesso addestrandolo alla lotta con i suoi colpi di testa fulminei. Ne L'«ankus» del re, Kaa rivela a un Mowgli annoiato che ha incontrato un cobra albino nelle Tane Fredde che sorveglia qualcosa di misterioso per cui qualsiasi uomo sarebbe disposto a morire per averne possesso. I due si recano alle rovine, dove scoprono che il cobra sta infatti facendo la guardia al tesoro della defunta dinastia Guhila. Mentre i due serpenti si scontrano, il cobra rivela la sua intenzione di uccidere Mowgli. Kaa immobilizza il cobra per permettere a Mowgli di ucciderlo, ma il cucciolo di uomo lo risparmia, in quanto il cobra è così vecchio da aver esaurito il suo veleno.
Nel racconto Cane rosso, la giungla viene invasa dai dholes, i feroci cani rossi del Dekkan. Mowgli cerca Kaa per chiedergli come sconfiggere la nuova minaccia, e il pitone entra in uno stato di trance per cercare una soluzione nella sua memoria multicentenaria:
Con l'aiuto di Kaa, Mowgli costringe i dholes ad attaccare prematuramente. Kaa non partecipa direttamente alla battaglia tra i dholes e il popolo libero, citando la sua lealtà a Mowgli e il suo disprezzo per i lupi, che in precedenza maltrattarono il cucciolo di uomo. Lo stratagemma di Kaa conduce alla vittoria del popolo libero, ma non senza pesanti perdite.
Nel racconto La corsa di primavera, mentre Mowgli si prepara a lasciare la giungla per l'ultima volta, Kaa gli dice "Mutata pelle, non possiamo reinserirci di bel nuovo", intendendo dire che Mowgli deve liberarsi della pelle della sua vecchia vita per crescerne una nuova. Kaa, insieme a Bagheera, Baloo e i quattro lupi, tra cui Fratel Bigio, fratelli di tana di Mowgli recitano il Canto di commiato durante la partenza del ragazzo.

## Figura nello scautismo
Kaa è un personaggio positivo; per questo i capi dei lupetti all'interno dello scautismo possono prendere il suo nome. La caratteristica collegata al personaggio è l'abilità manuale. La sua parola maestra è:
(Parola maestra di Kaa)

## Altri media

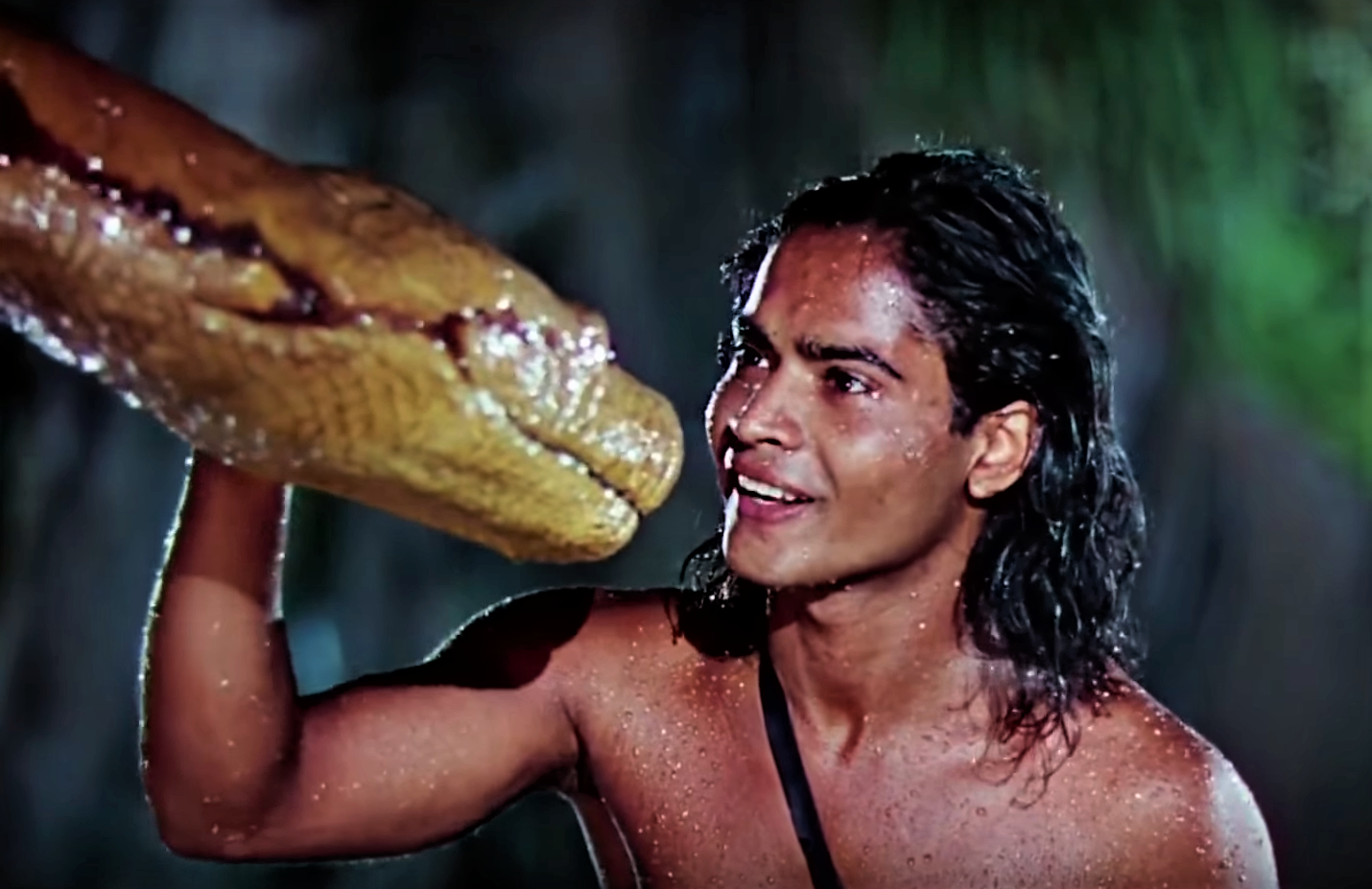
Kaa e Mowgli (Sabu) ne Il libro della giungla del 1942.

Kaa nella versione Disney del 1967.

Kaa fece il suo debutto cinematografico ne, Il libro della giungla di Zoltán Korda nel 1942, interpretato da un pitone vero e un pupazzo di gomma. La rappresentazione del personaggio fu problematica, siccome il pitone doveva essere controllato con un cannello ossiacetilenico, e Zoltan quasi affogò durante una ripresa acquatica del pupazzo.
Nell'adattamento animato di Walt Disney del 1967, Il libro della giungla, Kaa appare come un antagonista secondario. Disney incaricò personalmente Sterling Holloway ad assumere il ruolo di Kaa. Holloway, che in precedenza aveva dato voce a Winnie the Pooh e la cicogna di Dumbo, non aveva mai interpretato un antagonista, ma Disney insistette che un tale personaggio non aveva bisogno di essere apertamente crudele per essere minaccioso, semplicemente ipocrita e contemporaneamente divertente. La melodia della sua canzone, Spera in me, fu riciclata da una canzone scartata di Mary Poppins intitolata The land of sand, in italiano, "la terra delle sabbie". Questa incarnazione di Kaa fa parte del franchise dei Cattivi Disney. Tuttavia, certi autori hanno criticato il drastico cambiamento del personaggio, da un antieroe saggio ma pericoloso a un cattivo quasi idiota. Altri hanno visto nella versione Disney di Kaa un'immagine stereotipata, comune degli anni sessanta, di un predatore sessuale o un capo di una setta psichedelica. Kaa appare, sempre in ambito Disney, anche in ambito Disney nel sequel del 2003, in cui prova di mangiare Shanti, l'amica di Mowgli, ma viene scacciato e umiliato da Ranjan, nella serie animata Cuccioli della giungla, dove è rappresentato come un cucciolo, in House of Mouse- Il Topoclub e infine in Once Upon a Studio, in cui prova di mangiare Clarabella, ma viene spadellato e fatto svenire da Rapunzel. 
Kaa, appare come personaggio importante, anche nella serie anime del 1989 della Nippon Animation, Il libro della giungla ( Jangaru Bukku: Shōnen Mowgli ). È lui il primo animale che Mowgli incontra, dopo essere scappato nella giungla. Il serpente, mantiene il suo ruolo di guida e amico fedele per Mowgli per tutta la serie. 
Nel film, Mowgli - Il libro della giungla del 1994, sempre della Disney, il personaggio di Kaa viene fuso con quello del Cobra bianco, fungendo da guardiano del tesoro sotto le Tane fredde.
Kaa, rappresentato ora come una femmina, appare anche nel remake del 2016 in live-action del classico originale, Il libro della giungla, regia di Jon Favreau. Viene doppiata da Scarlett Johansson, che descrive Kaa come una sorte di cantastorie seducente, che rivela a Mowgli il suo passato. Nel cambiare il genere del personaggio, Favreau intendeva non solo bilanciare il cast predominantemente maschile del film, ma anche creare una controparte malvagia di Raksha, la madre adottiva di Mowgli. Kaa, ha un ruolo minore nel film, mentre tenta di mangiare Mowgli, dopo averlo ipnotizzato, ma viene attaccata e uccisa da Baloo. Nei titoli di coda, si sente la sua canzone, Trust in Me, cantata e interpretata dalla sua stessa doppiatrice. 
In Mowgli - Il figlio della giungla del 2018, Kaa è di nuovo femmina, e viene doppiata da Cate Blanchett. Il regista Andy Serkis descrisse come questa incarnazione sia una profetessa egoista e solitaria che svolge un ruolo importante nel destino e futuro di Mowgli. La rappresentazione di Kaa da parte di Cate Blanchett fu criticata dal periodico Empire, che paragonò la voce del personaggio a quella di un malato di enfisema. Kaa ha un ruolo di narratore enigmatico del film, mentre il suo ruolo del libro (come il salvataggio di Mowgli) è ripreso fedelmente. 
- Doppiatori in inglese: Sterling Holloway (Il libro della giungla), Jim Cummings (Cuccioli della giungla, Il libro della giungla 2, House of Mouse - Il Topoclub, Topolino & i cattivi Disney), Scarlett Johansson (Il libro della giungla, versione live-action del classico in uscita nel 2016), Cate Blanchett (Mowgli - Il figlio della giungla).
- Doppiatori in italiano: Sergio Tedesco (Il libro della giungla, Il libro della giungla 2, House of Mouse - Il Topoclub, Once Upon a Studio), Oliviero Dinelli (Topolino & i cattivi Disney), Marco Mete (Cuccioli della giungla), Giovanna Mezzogiorno (Il libro della giungla), Roberta Pellini (Mowgli - Il figlio della giungla).